# 斯坦福 (肯塔基州)
斯坦福（英語：Stanford）是美国肯塔基州的一座城市。建立于1786年，面积约为8平方公里（3.1平方英里）。根据2010年美国人口普查，该市的人口为3,487人。